# Renault Espace IV
 (août 2024).
Si vous disposez d'ouvrages ou d'articles de référence ou si vous connaissez des sites web de qualité traitant du thème abordé ici, merci de compléter l'article en donnant les références utiles à sa vérifiabilité et en les liant à la section « Notes et références ».
Le Renault Espace IV est un monospace du constructeur automobile français Renault. Cette 4e génération d'Espace (projet J81) - et Grand Espace - est produite de 2002 à 2014 à Sandouville, au contraire des trois précédentes générations produites par Matra. En contrepartie, Renault a confié à Matra la construction de l'Avantime. Il s’agit du dernier grand monospace de la marque au losange, l’Espace V étant plus un crossover.

## Présentation
La carrosserie abandonne les matériaux composites pour la tôle d'acier. La plateforme est commune avec la Laguna II et la Vel Satis. L'originalité de cette génération provient du bloc climatisation qui quitte le compartiment moteur pour se glisser sous le plancher de l'habitacle, reprenant l'idée apparue sur le concept car Renault Scenic en 1991. L'Espace est réputée pour son excellente modularité mais aujourd'hui elle a été détrônée par la Chrysler Grand Voyager (avec son système de siège se rangeant dans le plancher appelé stow'n go).
Le modèle Grand Espace Initiale 3.5 V6 BVA, comportant 245 ch, atteignant 225 km/h, en fait le second monospace le plus rapide du monde (après l'Opel Zafira 2.0 T OPC qui lui atteint 231 km/h).
Elle est restylée en 2006 (phase 2) avec des retouches sur les boucliers, les optiques et la finition intérieure. Apparition des diesels 2.0 dCi 150 et 175 ch.
Deuxième restylage (phase 3) au Mondial de l'automobile de Paris 2010 (ajout de LED et rétroviseurs totalement noirs, caméra de recul).
Un troisième restylage (phase 4) a eu lieu en 2012. La face avant a été modifiée pour adopter le style Renault actuel. Les moteurs à essence (2.0T et V6) disparaissent du catalogue en France, l'Espace devient pour la première fois uniquement disponible en diesel (en France).
Prix : de 35 100 € à 53 100 € (56 410 € toutes options).

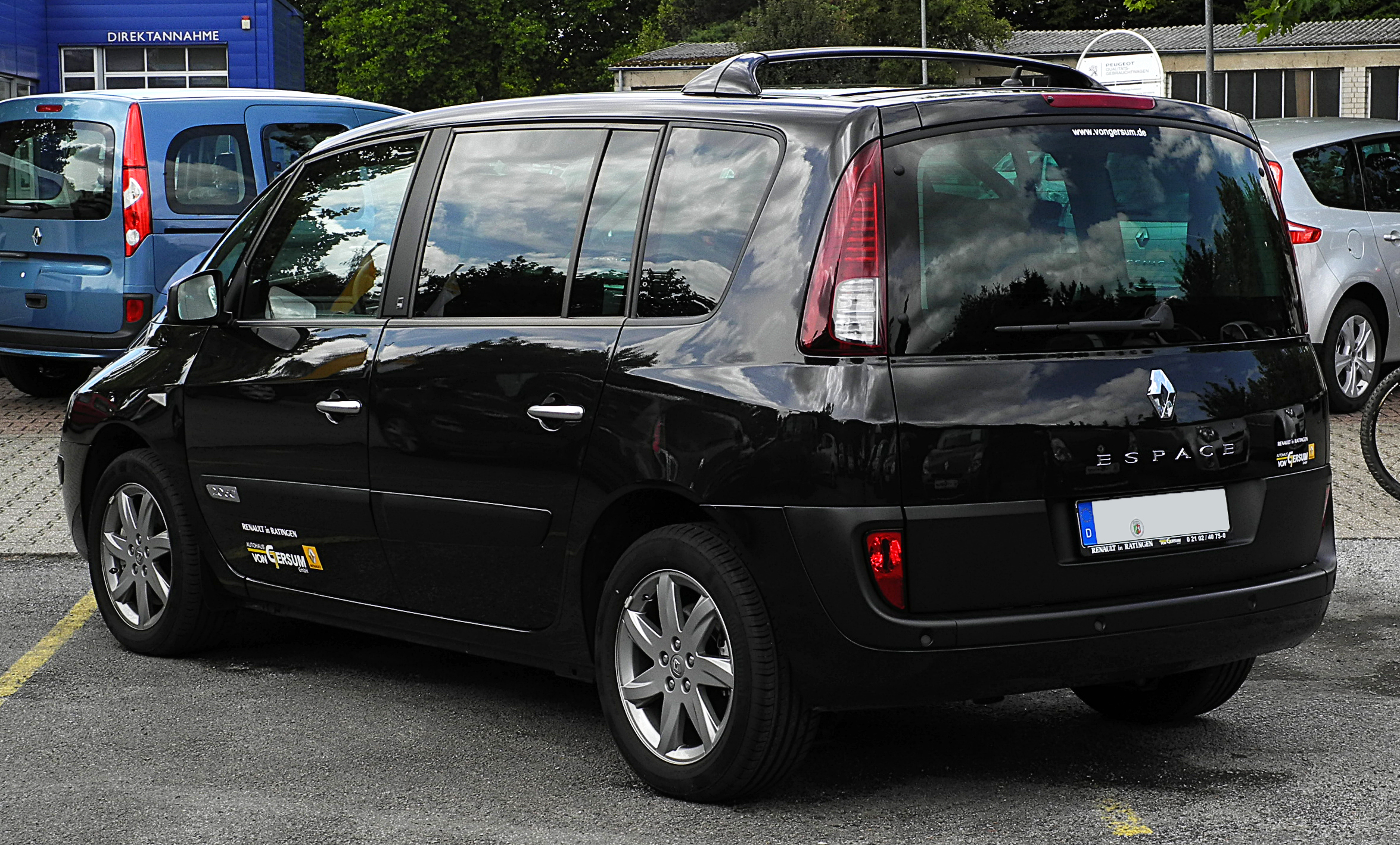
Renault Espace IV Phase 2.
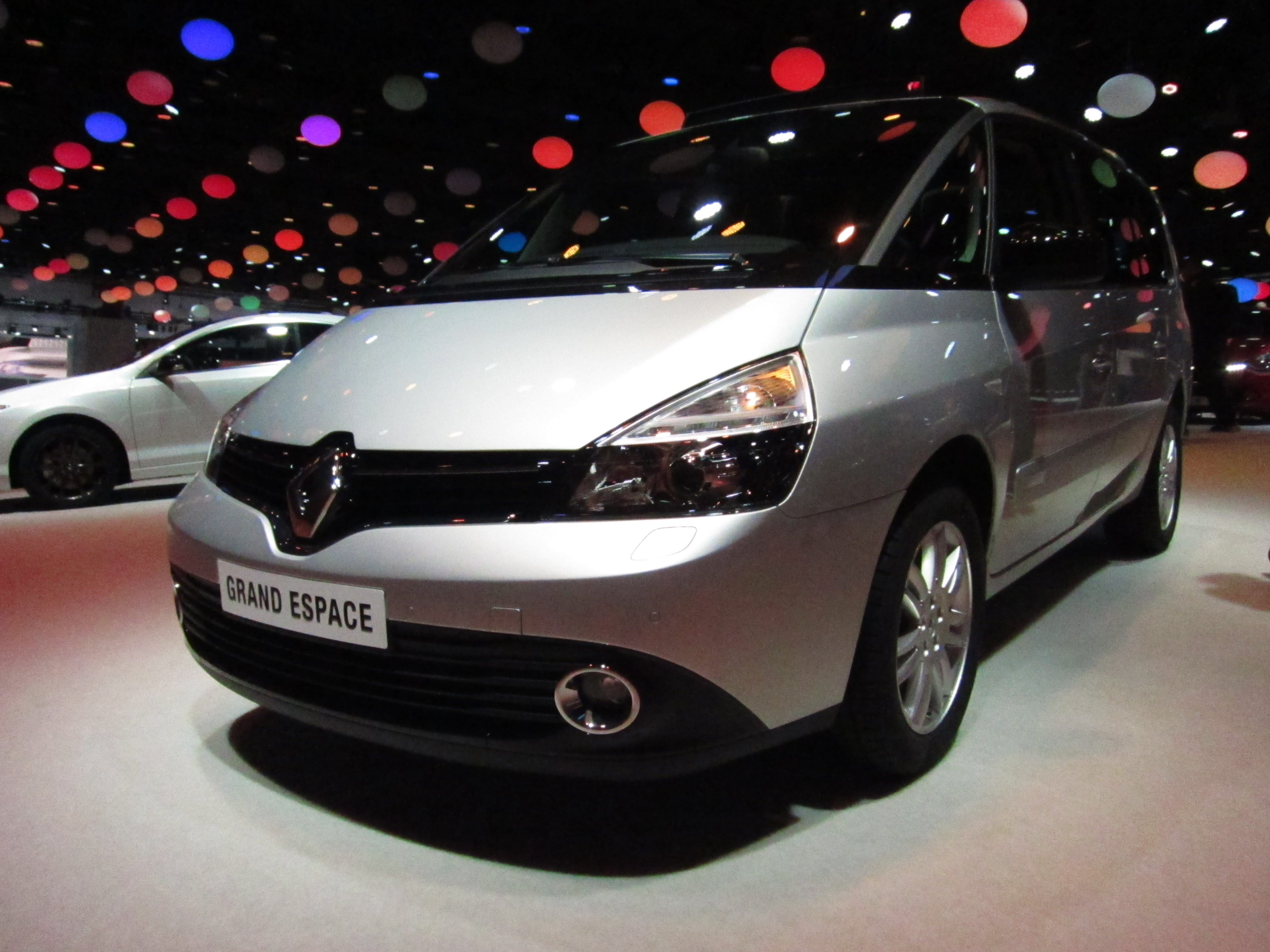
Renault Espace IV Phase 4.

## Finitions
- Émotion (entrée de gamme)
- Authentique (entrée de gamme)
- 25 ans (entrée de gamme)
- Expression (entrée de gamme)
- Alyum (milieu de gamme)
- Zen (phase 4 milieu de gamme)
- Carminat Évolution (milieu de gamme)
- Dynamique (milieu de gamme)
- Privilège (haut de gamme)
- Initiale (haut de gamme)

## Restylages
- Phase 1 (juillet 2002-)

Disponible en quatre finitions :
- Authentique
- Expression
- Privilège
- Initiale

- Phase 2 (2006-)

Présentée en février 2006 et disponible en mai/juin.
L'extérieur se distingue de la phase 1 uniquement par une nouvelle calandre, un nouveau bouclier avec jonc chromé entourant les antibrouillards, un nouveau dessin intérieur des projecteurs… tournants en option, un nouveau masque des feux arrière (clignotants et feux de recul couplés alors qu'ils étaient visuellement séparés sur ph1), des nouvelles teintes, et de nouvelles jantes de 17 et 18 pouces.
À l'intérieur, on retrouve une planche de bord bicolore redessinée, un toit panoramique en verre (option) offrant une luminosité maximale à bord, un système de navigation dernière génération (option) avec connectivité Bluetooth et écran LCD de 7 pouces dans la planche de bord alors qu'il était dans le vide poche avant et quelques boutons changés.
Côté motorisations, 2.0 dCi FAP de 150 et 175 ch ainsi qu'un V6 3.0 dCi. Note à l'occasion de ce restylage, les boîtes de vitesses sont désormais disponibles en 6 rapports, en manuelle comme en automatique sur les diesel, les versions essence conservant leur BVA5 (en option sur 2.0T).
- Phase 3 (octobre 2010-)
- Diesel 2.0 dCi 130, 150 et 175 ch
- Essence 2.0 T, 2.0 16V, 3.5 V6

Extérieur :
- nouveau capot avec apparition de nervures, nouvelle calandre, nouveau pare-chocs AV
- nouvelles optiques avant avec diodes blanches intégrées
- nouvelles teintes dont un blanc nacré et marron foncé
- nouvelles jantes

Intérieur :
- nouveaux revêtements de siège, nouveaux coloris
- nouveaux accoudoirs AV plus larges
- nouveau volant
- GPS couplé avec caméra de recul arrière

- Phase 4 (juillet 2012-)

Côté motorisations, on retrouve le moteur 2.0 dCi, en 130, 150 ch et 175 ch  mais qui, associé à une boîte manuelle à 6 vitesses, réduit ses émissions de CO2 à 150 g/km (- 20 g) pour une consommation de 5,7 l/100. Le même moteur est également disponible avec une boîte automatique à 6 vitesses, donnée pour une consommation de 6,4 l/100 pour des émissions de CO2 s’élevant à 169 g/km.
Il reste trois finitions au catalogue :
- la finition "25 ans" : jantes alliage 17 pouces, le toit vitré panoramique peut maintenant s'ouvrir (électrique) et stores pare-soleil, un lecteur DVD/DivX avec deux écrans de 7 pouces dans les appuis-tête avant et casques infrarouges, un système GPS TomTom Live incluant le Bluetooth, une sellerie anti-taches Teflon, carte de démarrage mains-libres et frein de parking automatique ;
- la finition "Alyum", vient s’ajouter le radar de parking avant et arrière, les projecteurs bi-xénon avec lave phares, une sellerie Alcantara ou encore la cartographie Europe sur le Tomtom live et une radio numérique ;
- le haut de gamme "Initiale" propose une caméra de recul, la lunette arrière ouvrante, six sièges et une sellerie en cuir perforée, associée aux réglages électriques des sièges avant, la planche de bord est également surpiquée en cuir, jantes alliage 17 pouces 'Monterey'.

À partir d'octobre 2013, nouvelle classification de finition (adoptée par la Renault Captur et peut-être le reste de la gamme Renault)
- Zen (entrée de gamme)  2.0l 130 ch
- Zen (entrée de gamme)  2.0l 150 ch
- Intens (milieu de gamme)  2.0l 175 ch
- Initiale (haut de gamme)  2.0l 175 ch
- Série spéciale "Limited" pour l'automne 2013